# Novotel Warszawa Centrum
Das Novotel Warszawa Centrum ist ein Hotel im Zentrum von Warschau. Das Anfang der 1970er Jahre erbaute Gebäude war der zweite Wolkenkratzer der Stadt – nach dem in unmittelbarer Nähe liegenden Kulturpalast. Seinerzeit beauftragte das staatliche Touristikunternehmen Orbis die schwedische Baufirma Skanska mit dem Bau des Hotels.
Das 111 Meter hohe Gebäude liegt gegenüber dem PKO-Rundbau am Rondo Dmowskiego, einem der Hauptverkehrsknotenpunkte Warschaus, und unweit des Hauptbahnhofs. 2004 bis 2005 wurde es grundlegend renoviert, indem die Fassade mit stahlgrauen Platten verkleidet und das gesamte Innenleben sowie sämtliche Zimmer modernisiert wurden. Vor der Modernisierung vermittelte die dunkelgelbe Fassade einen „schmutzigen“ Eindruck, weshalb es wegen seiner Form und seiner trüben Farbe im Volksmund auch als „große Schokoladentafel“ (wielka tabliczka czekolady) bezeichnet wurde.
Ursprünglich als Hotel Forum bekannt, trägt das Haus seit Juli 2002 den Namen der französischen Hotelkette Novotel. Das gegenwärtig mit 4 Sternen ausgezeichnete Hotel war neben dem Hotel Victoria eines der ersten der Stadt mit westlichem Standard. Rund 740 Fremdenzimmer, davon 22 Luxusappartements, verteilen sich auf 33 Etagen.